# Eyrans
Eyrans ist eine französische Gemeinde im Département Gironde in der Region Nouvelle-Aquitaine. Sie gehört zum Arrondissement Blaye und zum Kanton L’Estuaire.

## Geografie
Die Gemeinde liegt 50 Kilometer nördlich von Bordeaux und 70 Kilometer südlich von Royan im südlichen Teil der Blayais an der Route nationale 137 (RN 137), die Saint-Malo im Nordwesten Frankreichs mit Bordeaux im Süden verbindet.
Die Fläche der Gemeinde beträgt 428 ha, davon entfällt der größere Anteil auf landwirtschaftliche Nutzflächen und ein geringerer Anteil auf Sumpflandschaften. Die Moulinade, ein kleiner Fluss, verläuft am Ostrand der Ortschaft von Norden nach Süden.

## Geschichte
Der Name Eyrans leitet sich Icoranda aufgrund keltischen Ursprungs ab. Erste örtliche kirchliche Ursprünge werden dem 12. Jahrhundert zugeschrieben, die Kirche Saint-Pierre hingegen stammt aus dem 14. Jahrhundert. Das Kirchenhauptschiff wurde im 19. Jahrhundert ergänzt um die Seitenschiffe. Der Kirchturm verfügt über ein Geläut mit drei Glocken, die älteste datiert aus dem Jahr 1608.

### Bevölkerungsentwicklung
| Jahr      | 1962 | 1968 | 1975 | 1982 | 1990 | 1999 | 2008 | 2013 | 2020 |
| Einwohner | 492  | 448  | 415  | 557  | 596  | 580  | 667  | 719  | 761  |

## Wirtschaft
Der überwiegende Wirtschaftszweig besteht aus Weinbau zur Herstellung von bordeauxtypischen vollmundigen Rotweines und trocken-fruchtigen Weißweinen.
Handwerk und Handel spielen im landwirtschaftlich geprägten Ort eine untergeordnete Rolle, hingegen nehmen Tourismus und Gastronomie an Bedeutung zu.

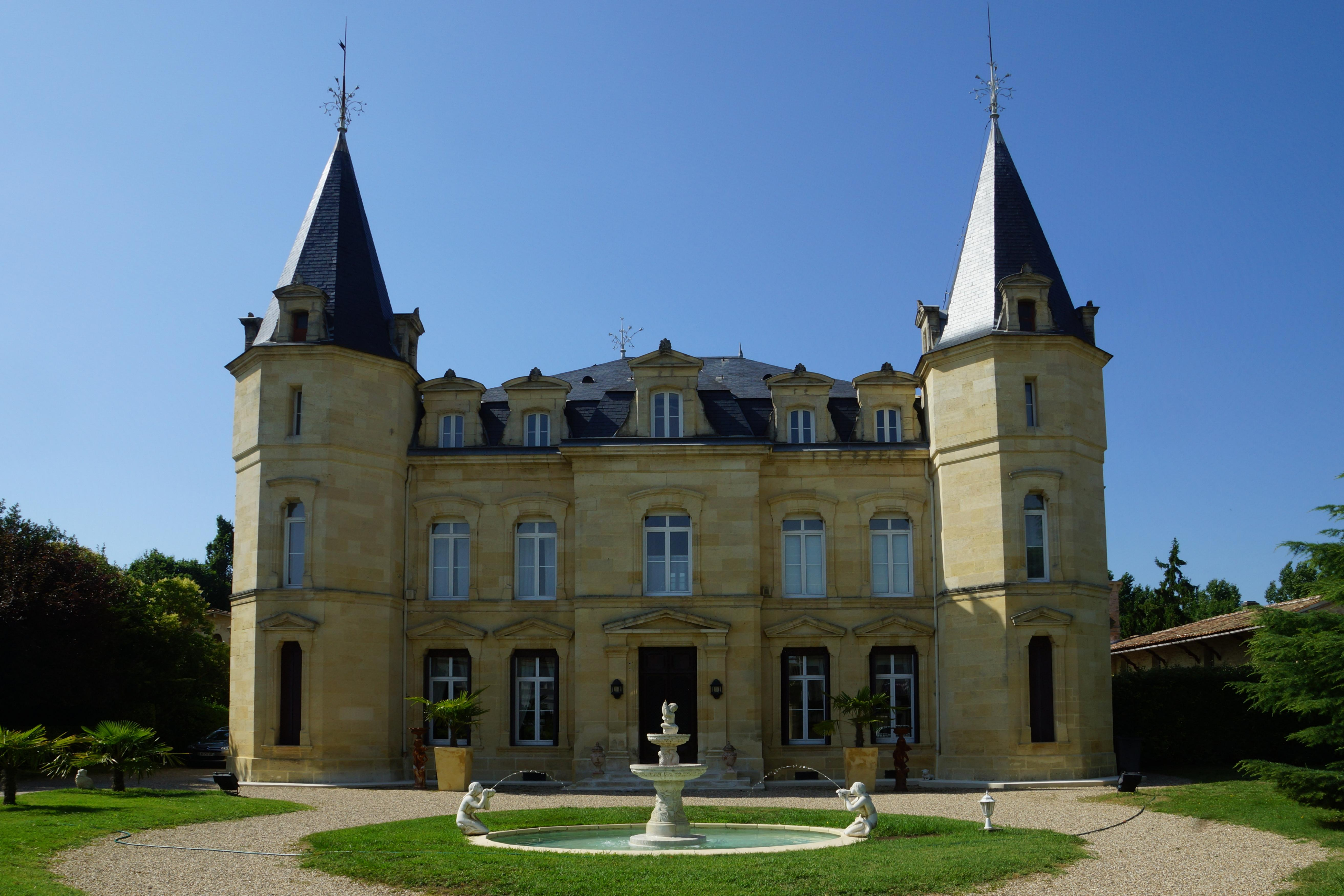
Château Pontet d'Eyrans
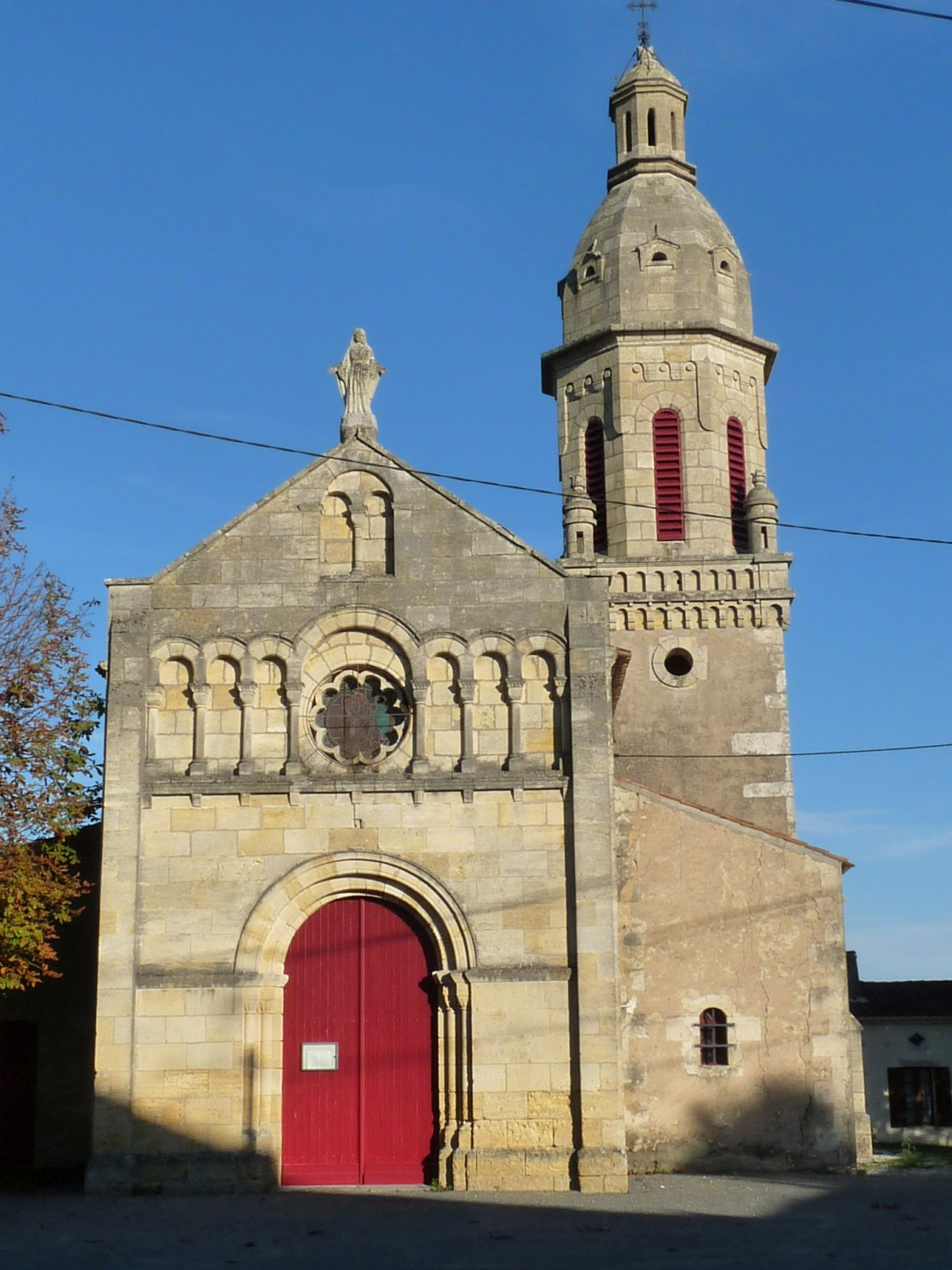
Kirche Saint-Pierre